# Мечеть Есмахана Султана (Мангалія)
Мечеть Есмахана Султана (рум. Moscheea Esmahan Sultan) — стародавня мечеть в Румунії, розташована у місті Мангалія. Збудована у 1575 у часи правління Селіма II. Мечеть нині діюча.

## Галерея

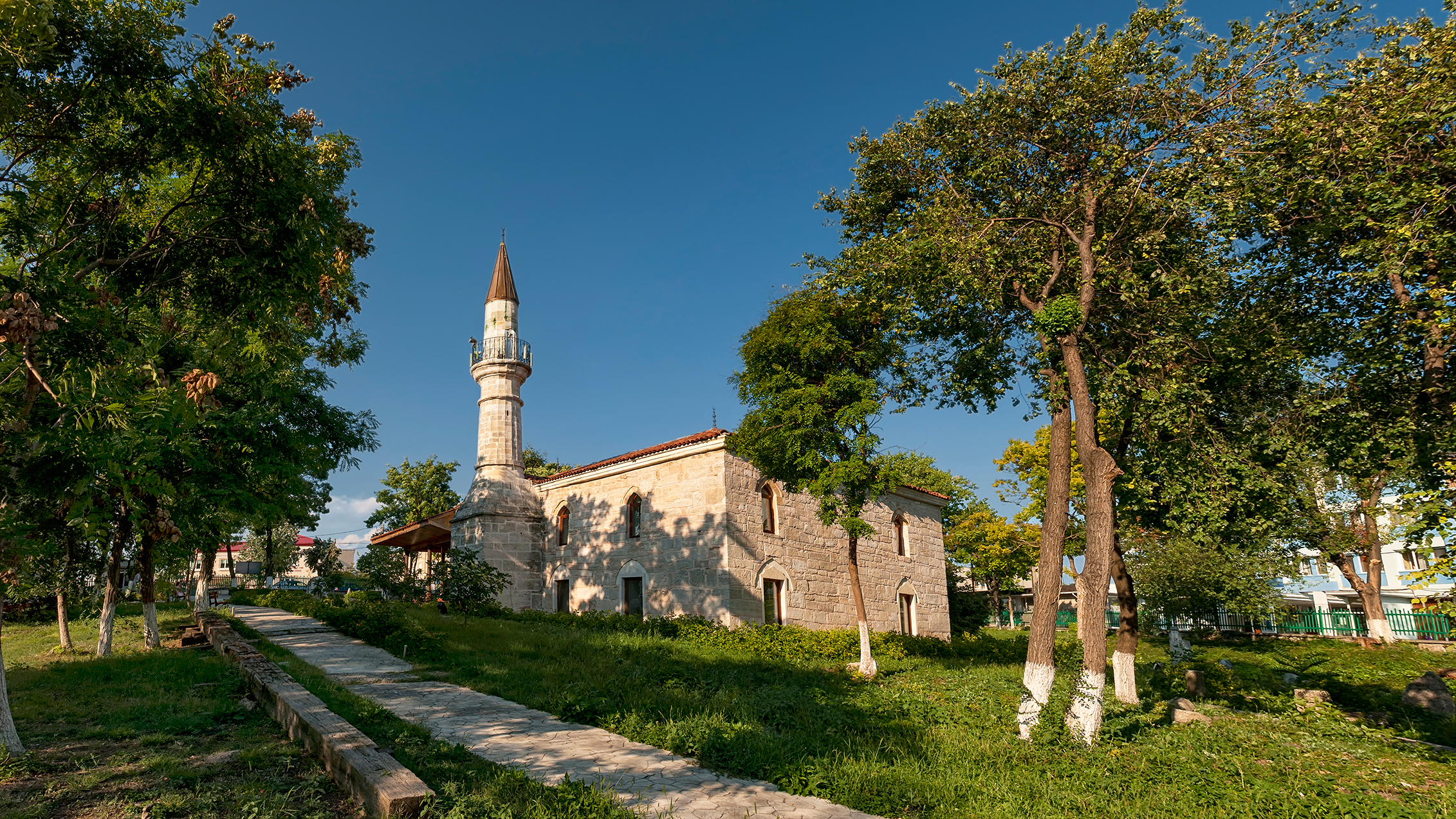
Мечеть та подвір'я
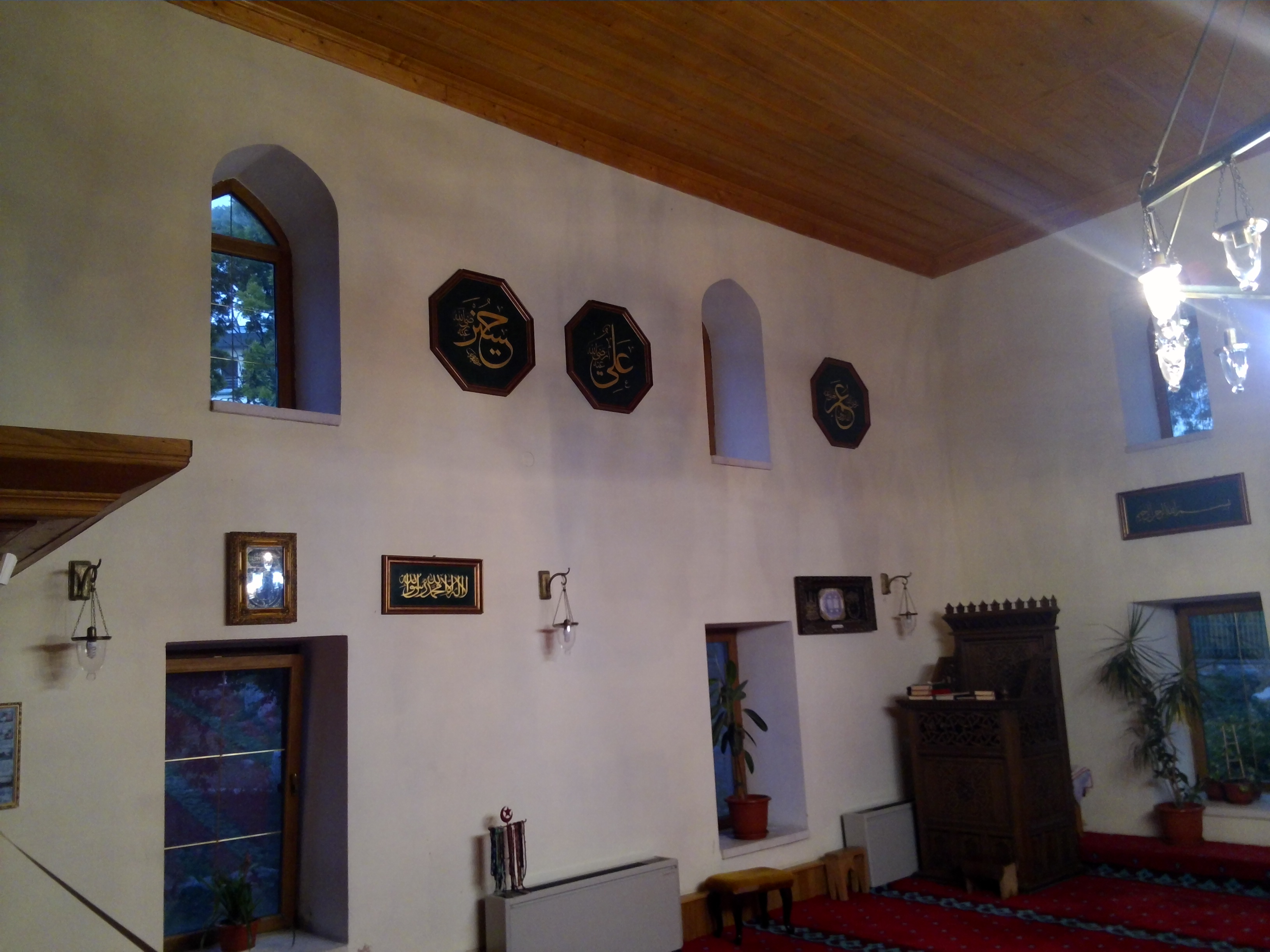
Всередині мечеті
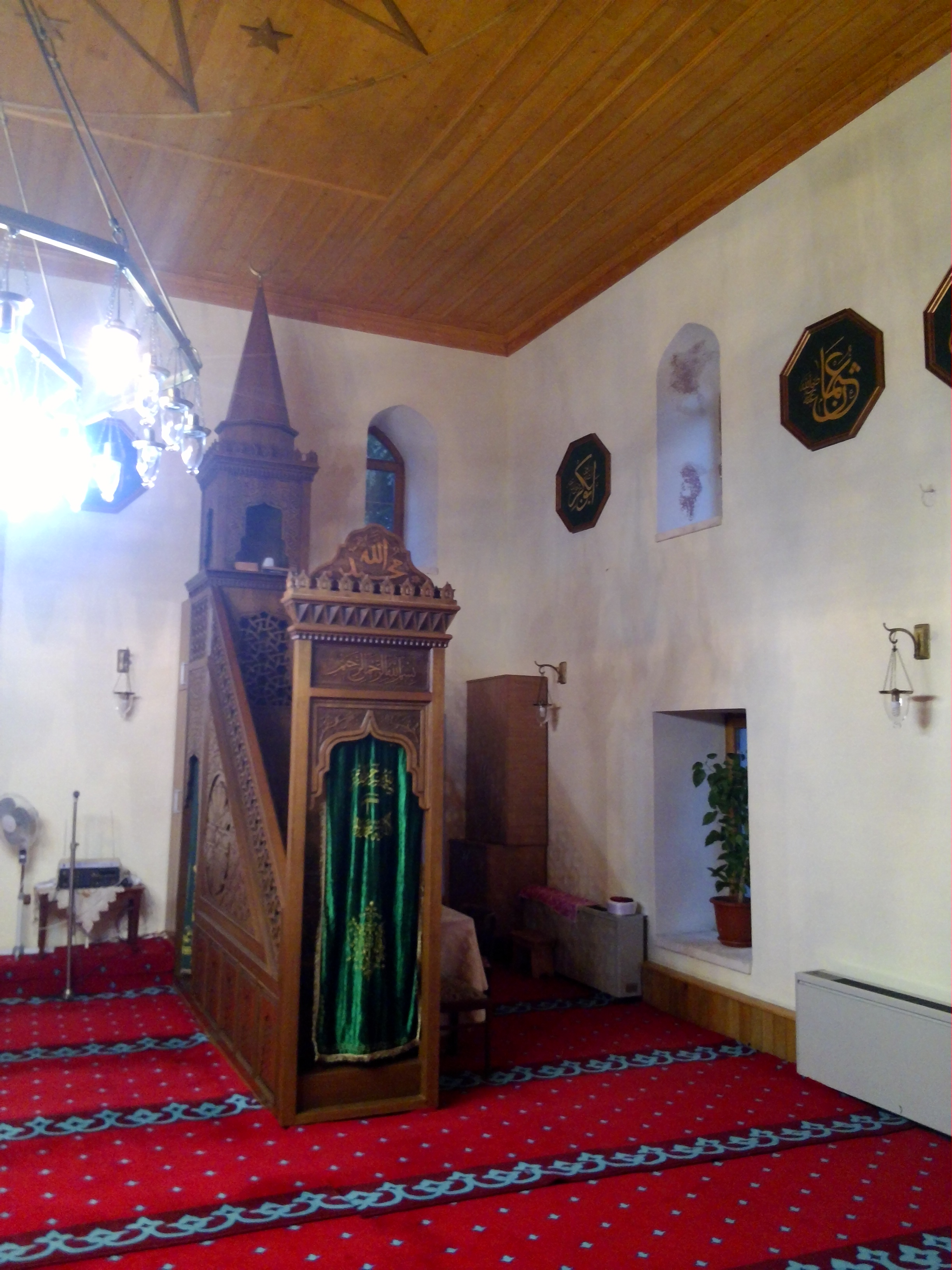
Всередині мечеті
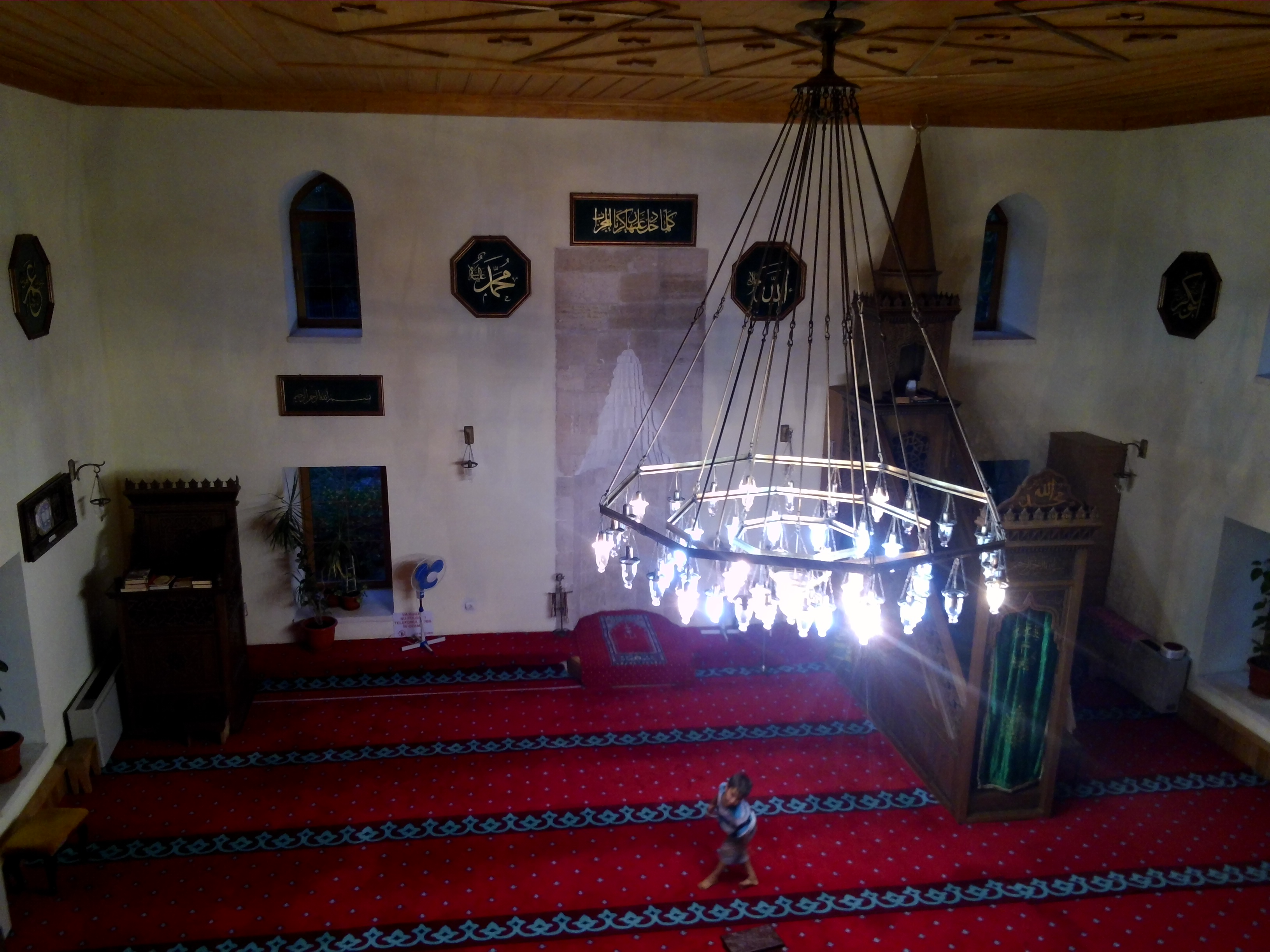
Всередині мечеті
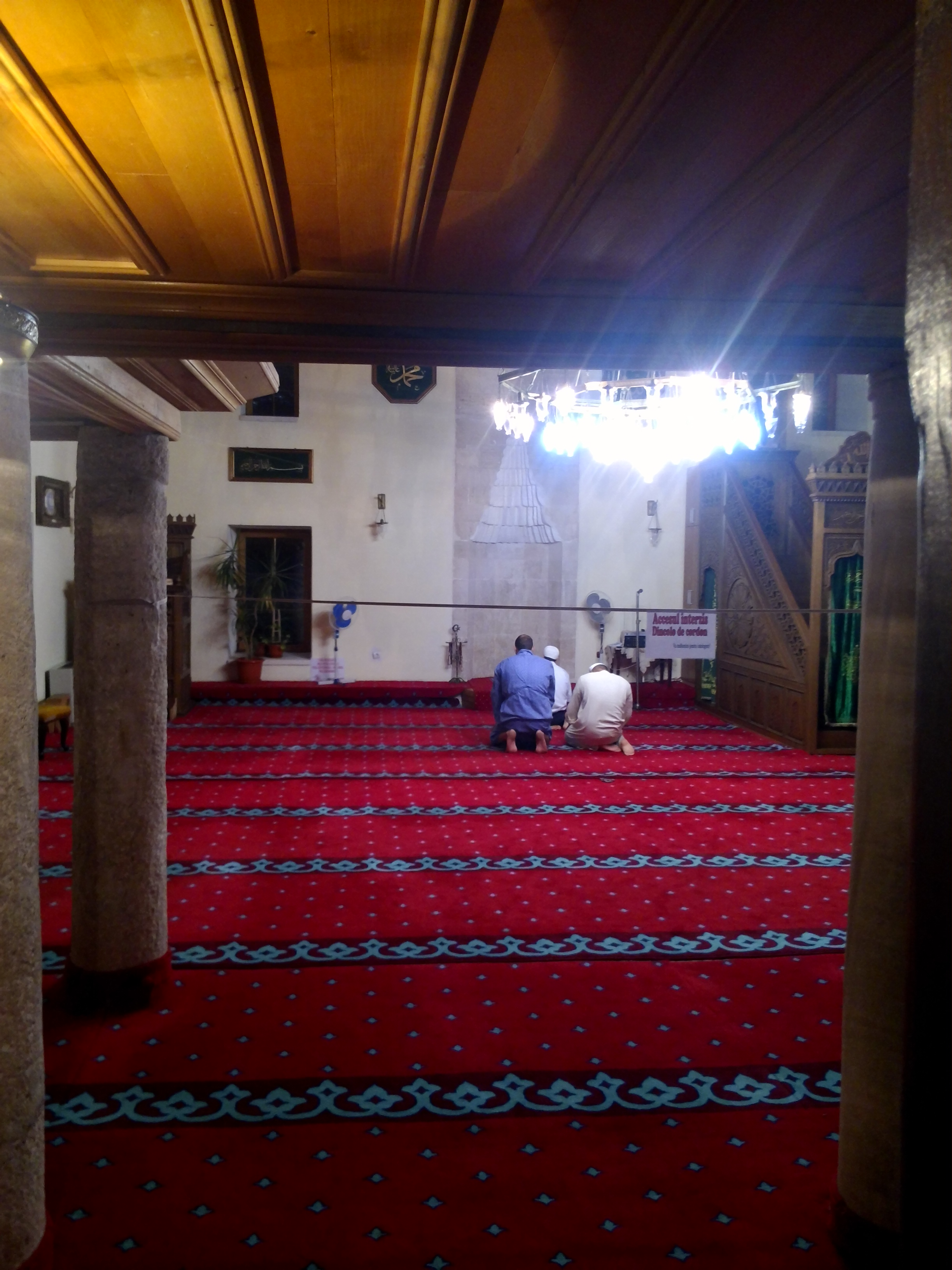
Під час молитви
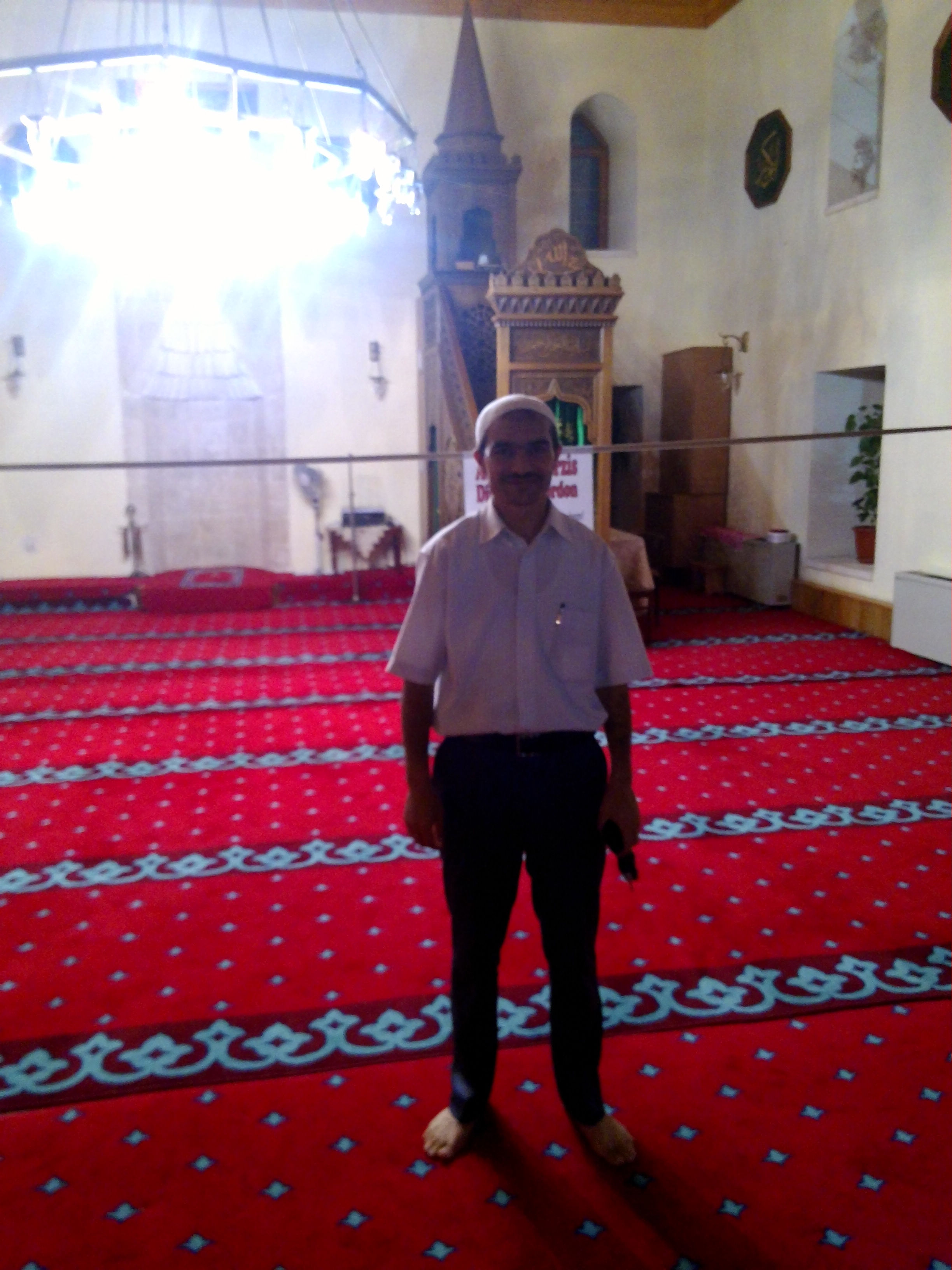
Імам мечеті